# Корраль-де-Альмагер
Корраль-де-Альмагер (ісп. Corral de Almaguer) — муніципалітет в Іспанії, у складі автономної спільноти Кастилія-Ла-Манча, у провінції Толедо. Населення — 6300 осіб (2010).
Муніципалітет розташований на відстані близько 85 км на південний схід від Мадрида, 75 км на схід від Толедо.

## Демографія
Динаміка населення (INE ):

## Галерея зображень

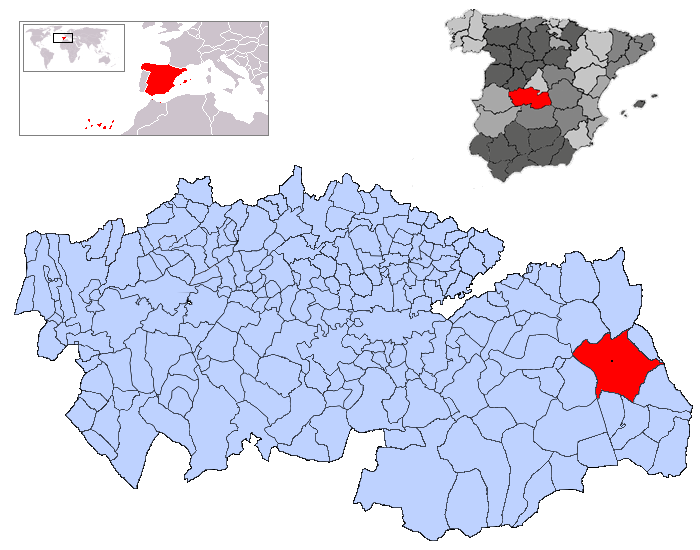
Розташування муніципалітету у провінції Толедо